# Glosli
Glosli este o localitate din comuna Fredrikstad, provincia Østfold, Norvegia, cu o suprafață de 0,52 km² și o populație de 733 locuitori (2013).